# Nos Tempos do Imperador
Nos Tempos do Imperador es una telenovela brasileña producida y emitida por Rede Globo desde el 9 de agosto de 2021, sustituyendo Éramos Seis, hasta el 4 de febrero de 2022, siendo sustituida por Além da Ilusão. Es la 95.ª novela de las seis de la emisora. Creada y escrita por Thereza Falcão y Alessandro Marson. 
Protagonizada por Selton Mello, Mariana Ximenes, Gabriela Medvedovski, Michel Gomes, Alexandre Nero, Heslaine Vieira, Daphne Bozaski y Letícia Sabatella en los papeles principales.

## Elenco
| Actor/Actriz         | Personaje                                                    |
| -------------------- | ------------------------------------------------------------ |
| Selton Mello         | Pedro II de Brasil, Emperador                                |
| Mariana Ximenes      | Luísa Margarida de Barros Portugal, Condesa de Barral        |
| Gabriela Medvedovski | Pilar Villar                                                 |
| Michel Gomes         | Jorge de Sá / Samuel Rocha                                   |
| Alexandre Nero       | Antônio Rocha (Tonico)                                       |
| Heslaine Vieira      | Zayla Maquemba                                               |
| Daphne Bozaski       | Dolores Villar                                               |
| Letícia Sabatella    | Teresa Cristina de Borbón-Dos Sicilias, Emperatriz de Brasil |
| Thierry Tremouroux   | Eugênio de Barros, Conde de Barral                           |
| João Pedro Zappa     | Nélio Pindaíba                                               |
| Vivianne Pasmanter   | Germana Ferreira                                             |
| Guilherme Piva       | Licurgo Ferreira                                             |
| José Dumont          | Coronel Eudoro Villar                                        |
| Vera Holtz           | Carlota Maria Pindaíba (Lota)                                |
| Luís Melo            | João Batista Pindaíba (Batista)                              |
| Roberta Rodrigues    | Lupita                                                       |
| Gabriel Fuentes      | Bernardo Pindaíba                                            |
| Giulia Gayoso        | Isabel de Brasil, Princesa Imperial                          |
| Bruna Griphao        | Leopoldina de Braganza, Princesa de Brasil                   |
| Dani Ornellas        | Cândida Maquemba                                             |
| Hoji Fortuna         | Olu Maquemba                                                 |
| Maria Clara Gueiros  | Vitória Milmann Martinho                                     |
| Augusto Madeira      | Joaquim Martinho Filho (Quinzinho)                           |
| Dani Barros          | Clemência Martinho                                           |
| Lu Grimaldi          | Lurdes                                                       |
| Cassio Pandolfi      | Nicolau                                                      |
| Bel Kutner           | Celestina                                                    |
| Jackson Antunes      | Luís Alves de Lima e Silva, Duque de Caxias                  |
| Mary Sheila          | Abena Nilaja                                                 |
| Alan Rocha           | Balthazar Nilaja                                             |
| Cinara Leal          | Justina                                                      |
| Maicon Rodrigues     | Guebo Nilaja                                                 |
| Daniel Dal Farra     | Capitão Borges                                               |
| Raffaele Casuccio    | Nino Sorrento                                                |
| Carolina Ferman      | Jerusa                                                       |
| Thor Becker          | Dominique de Barros                                          |

### Participaciones especiales
| Actor/Actriz           | Personaje                                     |
| ---------------------- | --------------------------------------------- |
| Roberto Birindelli     | Francisco Solano López                        |
| Roberto Bonfim         | Coronel Ambrósio Rocha                        |
| Charles Fricks         | Irineu Evangelista de Sousa, Vizconde de Mauá |
| Alcemar Vieira         | José de Alencar                               |
| Maria Carolina Basilio | Pilar (niña)                                  |
| DJ Amorim              | Tonico (niño)                                 |
| Alana Cabral           | Zayla (niña)                                  |
| Julia Freitas          | Dolores (niña)                                |
| Any Maia               | Isabel (niña)                                 |
| Melissa Nóbrega        | Leopoldina (niña)                             |
| Theo de Almeida        | Quinzinho (niño)                              |
| João Victor Menezes    | Guebo (niño)                                  |
| Antônio Guilherme      |                                               |
| Davi Lucca Amorim      |                                               |
| Ellen Novais           |                                               |
| Jullia Roque           |                                               |
| Igor Cruz              |                                               |
| Theo Atay              |                                               |
| Gabriel Vidal          | Pedro II de Brasil (5 años)                   |